# Vegard Ulvang
Vegard Ulvang, né le 10 octobre 1963 à Kirkenes, est un fondeur norvégien. Il est notamment sacré deux fois champion olympique en individuel à Albertville en 1992 et a gagné la Coupe du monde en 1990.

## Biographie
Il est le mari de la fondeuse et biathlète Grete Ingeborg Nykkelmo et sa fille Nora est aussi fondeuse,. Il s'entraîne au club de sa ville natale Kirkenes.
Skiant depuis l'âge de dix ans, Ulvang fait ses débuts dans la Coupe du monde en février 1984 à Falun (16e), obtient son premier podium en janvier 1986 à Bohinj sur un cinq kilomètres, puis sa première victoire trois ans plus tard au quinze kilomètres classique de Kavgolovo. En 1990, il réalise l'exploit de remporter le classement général de la Coupe du monde sans gagner la moindre course (5 deuxièmes places), avec seulement un point d'avance sur le quintuple vainqueur de la compétition Gunde Svan. Auparavant, il a gagné sa première médaille olympique, en bronze, sur le trente kilomètres à Calgary en 1988, où il est aussi quatrième et septième en individuel. Aux Championnats du monde 1987, son premier grand rendez-vous, il a obtenu la médaille de bronze sur le relais. Deux ans plus tard, aux Mondiaux de Lahti, il se pare d'argent au trente kilomètres et de bronze au quinze kilomètres classique.
En 1991, il reçoit la Médaille Holmenkollen, récompense la plus élevée du ski nordique, gagnant le cinquante kilomètres au Festival de ski de Holmenkollen en 1989, 1991 et 1992 et en 1992, il élu sportif norvégien de l'année. En 1991, il part s'entraîner à travers le Groenland. Aventurier dans l'âme, il grimpe des sommets célèbres comme le Mont-Blanc, le Kilimanjaro ou encore le Mont Kinley. Le point d'orgue de sa carrière a lieu aux Jeux olympiques d'hiver de 1992 à Albertville, où, en tant que porte-drapeau, il remporte le titre olympique du trente kilomètres, où il devance la légende Bjørn Dæhlie, après une grosse fin de course, du relais et du dix kilomètres, où il skie sans fart du fait des conditions neigeuses et endommage un bâton, ce qui ne l'empêche pas de finir mieux que ses adversaires. Il gagne aussi la médaille d'argent sur la poursuite, gagnée par Dæhlie, le leader du ski de fond dans les années 1990. Ses seuls titres mondiaux interviennent dans les relais en 1991 à Val di Fiemme et en 1993 à Falun. Durant cette période, il cumule sept succès en Coupe du monde, qu'il termine troisième en 1991 et 1993 et deuxième en 1992, derrière Dæhlie.
Aux Jeux olympiques d'hiver de 1994, à Lillehammer, il récite le serment olympique au nom de tous les athlètes. Dans la compétition, il remporte qu'une seule médaille, d'argent sur le relais, Ulvang traînant une blessure et le deuil de son frère Kjetil disparu en 1993.
Après sa carrière sportive, il crée sa propre ligne de vêtements de sport.
En 2006, il est désigné chairman du comité exécutif de la Fédération internationale de ski à l'unaminité. Il est le fondateur d'une nouvelle course majeure, le Tour de ski en 2007.

## Palmarès

### Jeux olympiques
| Épreuve / Édition       | Calgary 1988 | Albertville 1992 | Lillehammer 1994 |
| 10 km                   |              | Or               | 7e               |
| 15 km                   | 7e           |                  |                  |
| poursuite 10 km + 15 km |              | Argent           |                  |
| 30 km                   | Bronze       | Or               |                  |
| 50 km                   | 4e           | 9e               | 10e              |
| Relais 4 × 10 km        | 6e           | Or               | Argent           |

### Championnats du monde
| Épreuve / Édition       | Oberstdorf 1987 | Lahti 1989 | Val di Fiemme 1991 | Falun 1993 | Thunder Bay 1995 |
| 10 km                   |                 |            | 4e                 | Bronze     | 12e              |
| 15 km                   | 6e              | Bronze     |                    |            |                  |
| Poursuite 10 km + 15 km |                 |            |                    | 4e         |                  |
| 30 km                   | 5e              | Argent     | Bronze             | Argent     | 8e               |
| 50 km                   | 7e              |            |                    | 5e         |                  |
| Relais 4 × 10 km        | Bronze          |            | Or                 | Or         |                  |

### Coupe du monde
- 1 globe de cristal : Vainqueur du classement général en 1990.
- 34 podiums individuels : 9 victoires, 15 deuxièmes places et 10 troisièmes places.
- 23 podiums en épreuve par équipes, dont 9 victoires.

Le palmarès inclut les podiums aux Jeux olympiques et aux Championnats du monde jusqu'en 1999.

#### Victoires individuelles en Coupe du monde
| Date | Lieu             | Pays                          | Discipline      |
| ---- | ---------------- | ----------------------------- | --------------- |
| 1    | 16 janvier 1989  | Kavgolovo                     | 15 km classique |
| 2    | 4 mars 1989      | Holmenkollen                  | 50 km libre     |
| 3    | 16 mars 1991     | Holmenkollen                  | 50 km classique |
| 4    | 7 décembre 1991  | Silver Star                   | 10 km classique |
| 5    | 8 décembre 1991  | Silver Star                   | 25 km classique |
| 6    | 10 février 1992  | Albertville (Jeux olympiques) | 30 km classique |
| 7    | 13 février 1992  | Albertville(Jeux olympiques)  | 10 km classique |
| 8    | 14 mars 1992     | Vang                          | 50 km classique |
| 9    | 12 décembre 1992 | Ramsau am Dachstein           | 10 km libre     |

#### Classements par saison
| Saison / Épreuve | Saison / Épreuve | Général | Général |
| ---------------- | ---------------- | ------- | ------- |
| Saison / Épreuve | Saison / Épreuve | Class.  | Points  |
| 1983-1984        | 1983-1984        | 38e     | 16      |
| 1984-1985        | 1984-1985        | 46e     | 11      |
| 1985-1986        | 1985-1986        | 8e      | 43      |
| 1986-1987        | 1986-1987        | 4e      | 74      |
| 1987-1988        | 1987-1988        | 7e      | 64      |
| 1988-1989        | 1988-1989        | 2e      | 154     |
| 1989-1990        | 1989-1990        | 1er     | 145     |
| 1990-1991        | 1990-1991        | 3e      | 105     |
| 1991-1992        | 1991-1992        | 2e      | 196     |
| 1992-1993        | 1992-1993        | 3e      | 576     |
| 1993-1994        | 1993-1994        | 6e      | 346     |
| 1994-1995        | 1994-1995        | 16e     | 208     |
| 1995-1996        | 1995-1996        | 12e     | 253     |
| 1996-1997        | 1996-1997        | 31e     | 87      |

### Championnats du monde junior
- Médaille d'argent en relais en 1983 à Kuopio.

### Championnats de Norvège
Il gagne neuf titres individuels de champion de Norvège entre 1988 et 1996.